# Eupsophus migueli
Eupsophus migueli é uma espécie de anfíbio da família Leptodactylidae. É endémica do Chile e os seus habitats naturais são: florestas temperadas e marismas intermitentes de água doce. A espécie está ameaçada por perda de habitat.